# Regolamento generico di gioco di ruolo
Un regolamento generico di gioco di ruolo è un regolamento di gioco di ruolo progettato per essere indipendente dall'ambientazione o genere. Le sue regole dovrebbero, in teoria, funzionare allo stesso modo per ogni mondo, ambientazione o scena nella quale si voglia giocare.

## Storia
Ci sono alcune dispute tra gli appassionati sull'origine del concetto di gioco di ruolo generico e quale sia stato i primo pubblicato. Secondo Shannon Appelcline, il Basic Role-Playing della Chaosium, pubblicato nel 1980, fu il primo regolamento generico di gioco di ruolo.  Il BRP era una versione "ridotta" del regolamento di RuneQuest e fu usato come fondamenta per Stormbringer RPG e Il richiamo di Cthulhu, il primo gioco di ruolo horror.  Lo sviluppo dell'Hero System dal gioco di ruolo supereroistico Champions ebbe una profonda influenza nel popolarizzare il concetto. La pubblicazione di  GURPS (Generic Universal Role-Playing System, "Sistema di gioco di ruolo universale e generico") come gioco completamente indipendente dall'ambientazione e il suo successo commerciale e creativo diedero peso al movimento. Divenne un soggetto davvero dominante nel progetto dei giochi di ruolo con la pubblicazione di Dungeons & Dragons 3.0 e la creazione della Open Gaming License (OGL) e del d20 System.
Il termine "generico" è stato usato fin dai primi giorni del gioco per descrivere un sistema che potesse essere usato per ogni tipo o stile di gioco. Le regole di Fuzion 5.02 usano il termine per descrivere il suo set di regole base, separate da quelle dei suoi antenati Champions e Interlock.
Nell'introduzione alla 3ª edizione di GURPS Steve Jackson definisce "generico" come un mezzo per soddisfare giocatori e game master di diversi stili di gioco e preferenze per le regole. 
Questo è stato ripetuto nella 4ª  edizione delle regole insieme a un riconoscimento a  Champions come il primo sistema di creazione del personaggio veramente flessibile.
Il d20, a causa del suo sistema a classe e livelli, richiede massicce alterazioni per alcune adattarsi a ogni nuovo genere e quindi non si qualifica pienamente come sistema generico, ma alcuni suoi derivati, come True20 Adventure Roleplaying della Green Ronin Publishing sono presentati come sistemi generici completi.
Altri sistemi degni di nota includono:
- Unisystem della Eden Studios
- FATE della Evil Hat Productions
- Fudge della Grey Ghost Games
- GUMSHOE System della Pelgrane Press
- Tri-Stat System della Guardians of Order
- Savage Worlds della Pinnacle Entertainment Group
- Fuzion and Interlock System della R. Talsorian Games
- D6 System e Masterbook della  West End Games

## Vantaggi e svantaggi
Molti giochi di ruolo hanno regole progettate per sistemi specifici, come spada e stregoneria, o universi specifici, come Guerre stellari. Al contrario un sistema generico ha regole basilari progettate per gestire la varietà di situazioni che può sorgere in qualsiasi ambientazione.
Una lista di sistemi di giochi generici include: Basic Role-Playing,  d20 System, True20 - un derivato del d20 system, Fudge, GURPS, Hero System e  Interlock.
Il vantaggio di un sistema di regole generico è che ai giocatori occorre solo comprare ed imparare un singolo libro principale, risparmiando tempo e denaro. Poiché molte ambientazioni condividono caratteristiche, per esempio come si muovono e combattono i personaggi, i giocatori non devono reimparare questi elementi base quando iniziano a giocare in una nuova ambientazione usando quelle regole generiche. Questo facilita i giocatori nel cambiare ambientazione. Una volta appreso un regolamento generico i giocatori ed il Master devono solo scegliere l'ambientazione desiderata prima di iniziare a giocare.
I sistemi di giochi generici hanno anche alcuni svantaggi: spesso le regole base di un sistema generico sono lievemente più complesse di quelle progettate per un'ambientazione specifica. I manuali di regolamenti generici devono descrivere caratteristiche ed aspetti che potrebbero essere di poco utilità in alcune ambientazioni. Inoltre i progettisti potrebbero dover produrre manuali progettati per un'ambientazione specifica per fornire una qualità di gioco soddisfacente. Se gli sviluppatori portano la struttura ad un livello di astrazione troppo elevato e complesso, possono perciò annullare i vantaggi di un sistema generico.
Il d20 system ha fatto questo creando speciali regole per particolari ambientazioni, impedendo quindi di prendere un personaggio da un mondo e metterlo in un altro senza dover anche aggiungere nuove regole per aggiustare la sua presenza. Fudge a causa della semplicità del suo sistema di regole e GURPS ed Hero System grazie al loro progetto, non richiedono l'aggiunta di regole cambiando ambientazione - sebbene possa essere necessario un aggiustamento dei personaggi a causa del modo differente in cui la nuova ambientazione li vede (per esempio in una nuova ambientazione il fatto che un personaggio sia un ufficiale della legge sarà probabilmente ignorato, eccetto che per il background del personaggio).
Questo ovviamente diventa importante solo spostando un personaggio da un mondo ad un altro.